# Museum Haldensleben
Das Museum Haldensleben in der Stadt Haldensleben wurde 1910 gegründet und ist ein Regionalmuseum mit den Schwerpunkten Kulturgeschichte der Region Haldensleben und Kulturgeschichte der Biedermeierzeit. Es umfasst Außenstellen in Hundisburg (Sammlung Loock und das Schulmuseum Hundisburg) und ist Bestandteil des Museumsverbunds Ohrekreis sowie des Ecomusées Haldensleben-Hundisburg.

## Geschichte des Museums
Der Hauptteil des Museums befindet sich in einem Gebäude an der innerstädtischen Haldensleber Straße Breiter Gang, das ursprünglich als Schulhaus gebaut und genutzt wurde. Das spätklassizistische Objekt besteht aus zwei Stockwerken und wurde im Jahr 1866 fertiggestellt. Zunächst wurde hier ein Lazarett für Verwundete aus dem preußisch-österreichischen Krieg eingerichtet, nach ein paar Monaten konnte das Haus jedoch seiner Bestimmung als Schule übergeben werden.
Ab dem Jahr 1910 wurde – zunächst nur in zwei Klassenzimmern – hier auch ein Museum untergebracht. Die dort gezeigten Exponate stammten aus Sammlungen des heimatkundlichen Aller-Vereins und der Schule selbst. Während des Zweiten Weltkrieges wurde die Sammlung vollständig eingelagert und teilweise beschädigt. 1953 wurde das vormalige Schulgebäude komplett zum Museum und ging von der bislang zuständigen Stadtverwaltung in die Trägerschaft des Kreises Haldensleben über. Die Innenstruktur des Gebäudes blieb unverändert, in den ehemaligen Klassenzimmern finden sich heute thematische Ausstellungen. 1980 und 1988 konnte das Museum um kleinere, angrenzende Hauseinheiten erweitert werden.
Die Gründung des Museums (zunächst: Heimatmuseum) ging auf die Initiative von Fritz Wiegers zurück. Die ersten beiden Museumsleiter waren Willi Koch und Hans Wieprecht; sie arbeiteten noch ehrenamtlich. Bruno Weber war der erste angestellte Museumsdirektor. Er leitete das Museum von 1960 bis 1976. Ihm folgte Sieglinde Bandoly (zunächst kommissarisch). Ihr Nachfolger als Museumsdirektor war seit 1997 Ulrich Hauer, der die Leitung im Jahr 2017 an Judith Vater abgab.

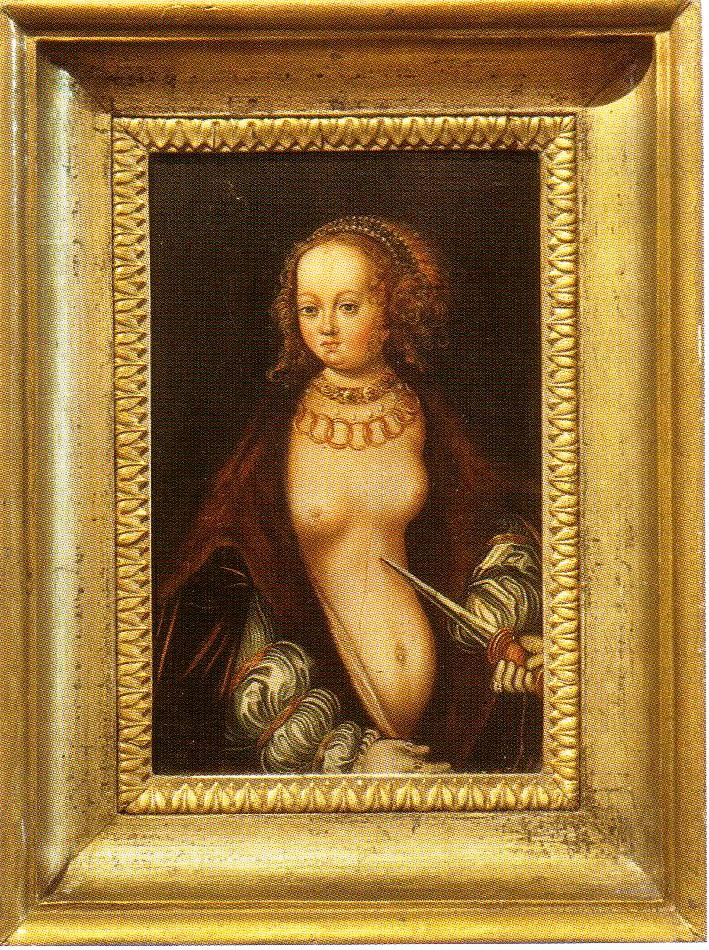
„Lucretia“, Ölbild von Lucas Cranach d. Ä., 1519 aus der Sammlung Loock

## Ständige Ausstellung
Das Museum stellt die Kulturgeschichte der Region Haldensleben anhand von ausgewählten Themenbereichen als Dauerausstellung dar. Neben archäologischen Funde, die bis in die Urgeschichte zurückreichen, werden mittelalterliche und neuzeitliche Aspekte behandelt. Ein wichtiger Bereich ist die Darstellung der Lebens- und Arbeitsweise während der Früh- und Industrialisierungsphase Haldenslebens.
Das wohl bedeutendste im Museum ausgestellte Gemälde ist die „Lucretia“ von Lucas Cranach dem Älteren. Das Ölgemälde, im Jahr 1519 in Wittenberg gemalt, gehört zur Sammlung des königlichen Bauinspektors Friedrich Loock, die zum großen Teil im Hundisburger Barockschloss zu besichtigen ist.

### Ur- und Frühgeschichte
In einem der ehemaligen Klassenzimmer werden ausgewählte Fundstücke zur ur- und frühgeschichtlichen Besiedlung der Region ausgestellt. Die wichtigsten Exponate sind ein Jade- sowie ein Kupferbeil. Es handelt sich um Prunk- oder Prestigebeile aus alpinem Gestein bzw. aus der ältesten bekannten Kupferfundstelle Südosteuropas (heutige Slowakei). Die beiden Beile, Fundstücke der Region, sind somit Beweis der Handelstätigkeit früherer Bewohner in den Jahren 5500 bis 3000 vor Christus. Das 1930 in der Gemarkung Morsleben gefundene Jadebeil entstand aus einem vor rund 6000 Jahren abgebauten Stein in damaligen Steinbrüchen in den italienischen Alpen, beim Monte Viso oder am 50 Kilometer entfernten Voltri-Massiv.

### Reitender Roland
Im Museum befindet sich das Original des Reitenden Rolands von 1528. Das Standbild, vermutlich aus örtlichem Keuper-Sandstein geschlagen, wurde im Jahr 1927 an das Museum übergeben. Auf den ursprünglichen Standplatz vor dem Haldensleber Rathaus wurde eine Replik aus badischem Kalkstein gesetzt. Der Haldensleber Reitende Roland gehört zu den bedeutendsten Reiterstandbildern Sachsen-Anhalts und bildet unter den 24 erhaltenen Roland-Denkmälern in Europa als einziger zu Pferd eine Ausnahmestellung.
Weitere Informationen siehe Haldensleber Roland

### Kulturgeschichte der Biedermeierzeit
Die Ausstellung stellt städtische und ländliche Wohnkultur der Biedermeierzeit gegenüber. Ein nachgebautes städtisches (bürgerliches) Wohnzimmer der Zeit mit Sofa, rundem Tisch, Vitrinen, Kommoden und Nähtisch zeigt den Unterschied zum benachbarten Wohnbereich eines Bauern. Zwei dem Museum angegliederte Fachwerkhäuser bilden darüber hinaus mit Hühnerhof und Blumengärtchen ein kleines Freilichtmuseum des biedermeierzeitlichen Stadtlebens. Die Fachwerkhäuser sind vom Keller bis zum Boden zu besichtigen und illustrieren das Leben in Handwerkerhäusern (hier: Tischlerei sowie Leineweberei) der Zeit.

### Steindruck
Der Entwicklung des Steindrucks in der Haldensleber Region ab 1815 widmet sich eine Ausstellung zu Carl August Eyraud. Die Ausstellung beinhaltet eine Druckerwerkstatt, in der manchmal noch auf Originalgeräten mit Lithografiesteinen gedruckt wird.

### Die Fabrikanten- und Künstlerfamilie Uffrecht
Die Uffrecht-Ausstellung zeigt die regionale Bedeutung der Keramikunternehmer-Familie Uffrecht von 1845 bis 1945 auf. Familienmitglieder sowie deren Leistungen werden vorgestellt.

### Brüder Grimm
Ein Teilnachlass der Brüder Grimm steht im Mittelpunkt der Grimm-Ausstellung Haldensleben. Die Exponate (rund 1300 Bücher, Möbel, Kleidungsstücke, Haushaltsgegenstände und Plastiken) füllen einen eigenen Raum.

## Wechsel-Ausstellungen

### Johann Gottlob Nathusius

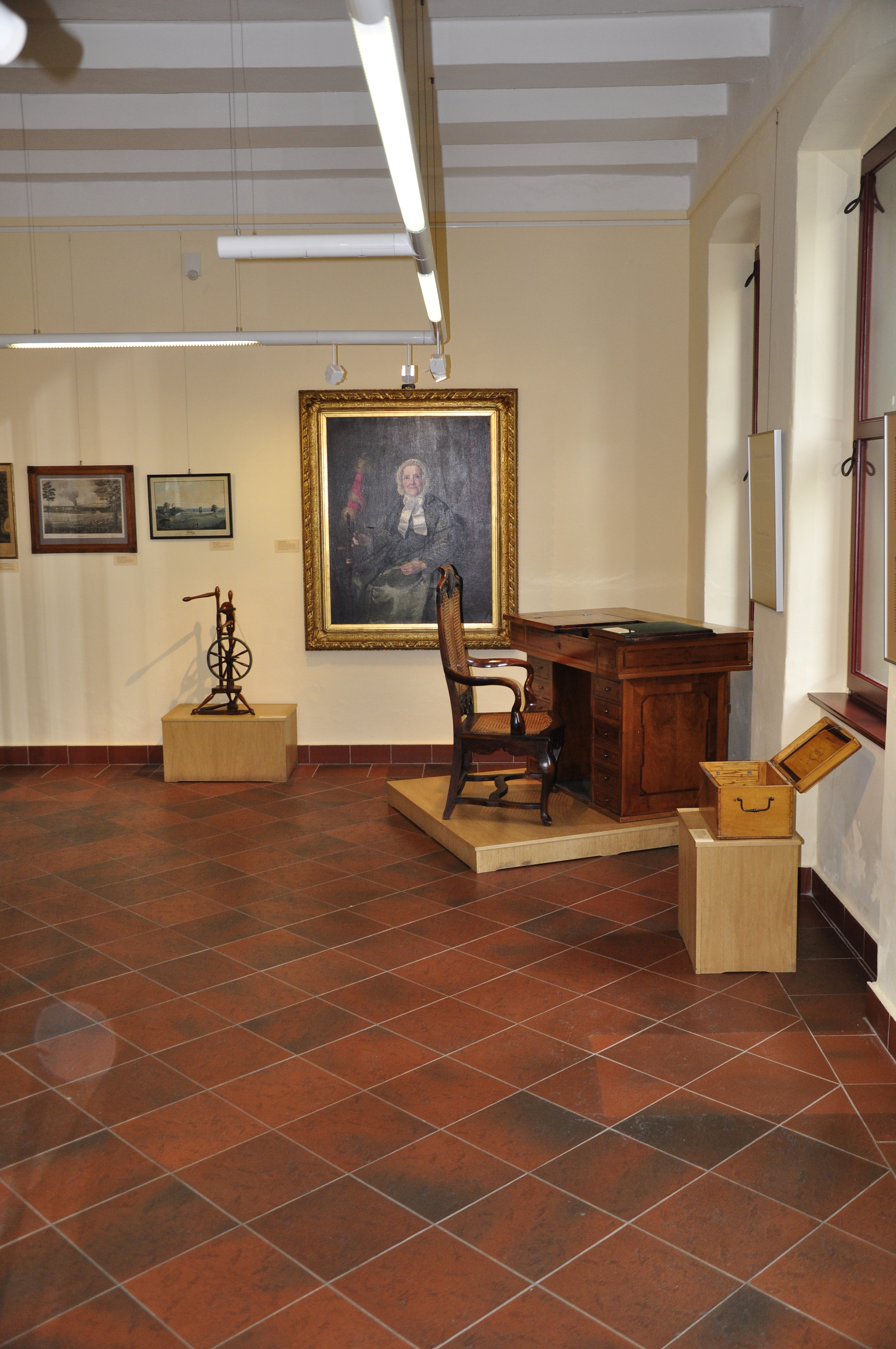
Blick in das Ausstellungszimmer anlässlich des 250. Todestages von Johann Gottlob Nathusius

Eine Sonderausstellung mit dem Titel Johann Gottlob Nathusius (1760–1835). Zum 250. Geburtstag des Industriepioniers im Jahr 2010 galt dem Wirken von Johann Gottlob Nathusius, der in und um Haldensleben landwirtschaftliche und frühindustrielle Betriebe bewirtschaftete.

### Nathusius Porzellanfabrik
Anlässlich der Sonderausstellung zum 250. Geburtstag von Johann Gottlob Nathusius wird erstmals auch zur Porzellanfabrik Nathusius ausgestellt. Zahlreiche Produkte der Fabrik (Pfeifenköpfe, Gebrauchs- und Ziergeschirr, Statueten) wurden zusammengetragen und mit Unterstützung des Porzellan-Forums Sachsen-Anhalt besprochen.

## Außenstellen des Museums
Neben der Teilausstellung der Loock-Sammlung auf Schloss Hundisburg gehören zum Haldensleber Museum zwei weitere Themenmuseen. In Hundisburg liegt das Schulmuseum, in Haldensleben der ehemalige israelitische Tempel.

### Schulmuseum Hundisburg
Um 1704 ließ der Hundisburger Schlossherr Johann Friedrich von Alvensleben ein Schulgebäude im Dorf errichten. Der schlichte Fachwerkbau bestand neben der Lehrerwohnung aus einer Schulstube von 30 Quadratmetern für die damaligen 44 Schüler. Aufgrund steigender Schülerzahlen wurden bis zum Ende des 19. Jahrhunderts zwei weitere Schulgebäude errichtet. Auch die Schulstube im alten Rektorat wurde erweitert. In dieser erweiterten Form ist der Raum erhalten. Er verfügt über historische Kreuzstockfenster, einen geölten Dielenfußboden und das 1887 angefertigte Lehrerpult.
Zur Eröffnung des Schulmuseums im Jahr 1988 wurde entsprechend nur wenig ergänzt und es besteht somit fast komplett aus der ursprünglichen Schuleinrichtung.

### Haus der anderen Nachbarn

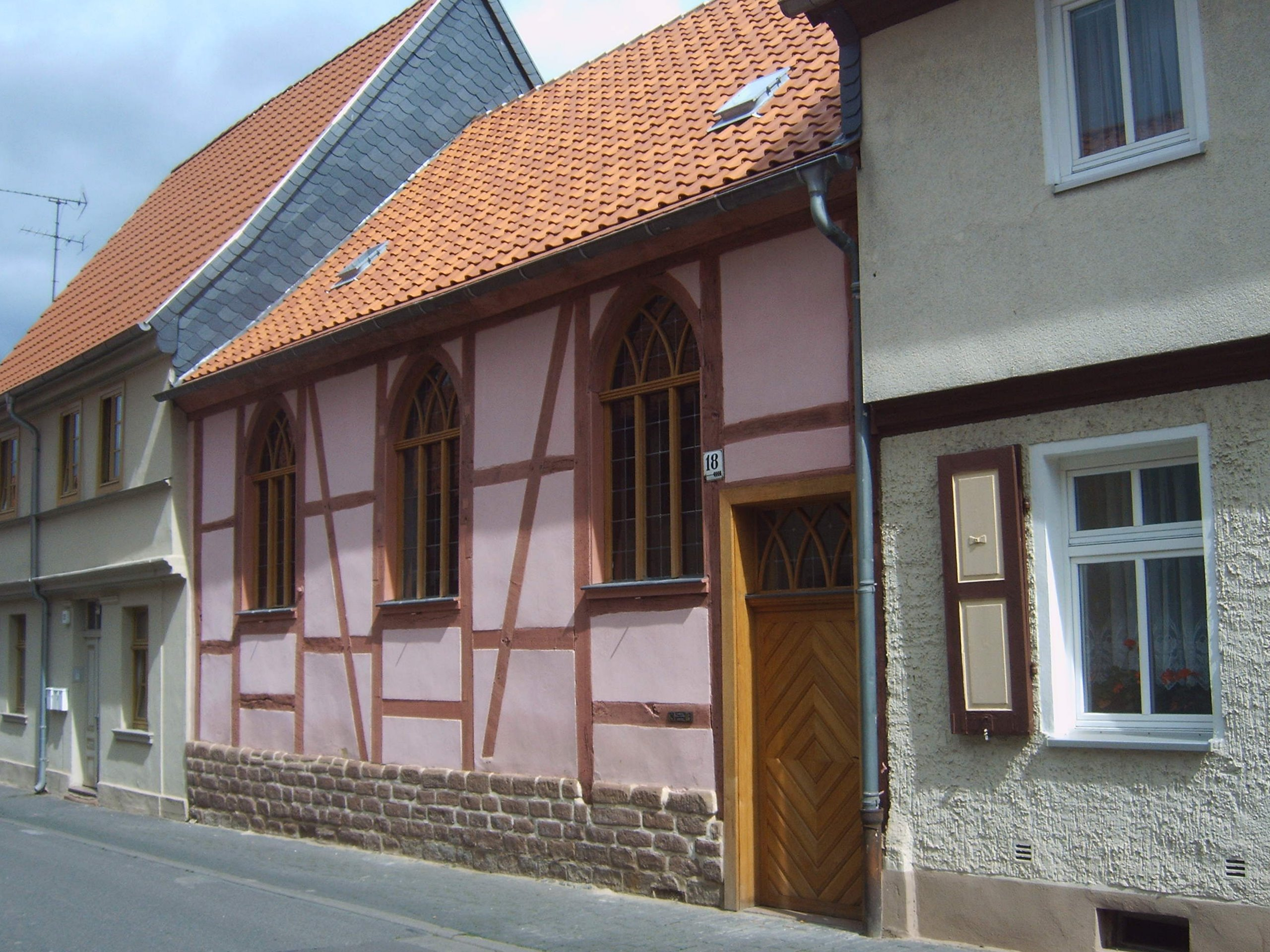
Das Haus der anderen Nachbarn

Die Haldensleber Synagoge wurde 1822 erbaut und befindet sich in der Steinstraße. Die erst seit 1808 bestehende jüdische Gemeinde in Haldensleben symbolisierte mit dem Bau ihre Integrationsbereitschaft – das Gebäude enthält gotisch anmutende Spitzbogenfenster, die sich vermutlich an die Architektur des neuen Turmes der Haldensleber Marienkirche anlehnen. Im Jahr 1907 verkaufte die zu diesem Zeitpunkt stark geschrumpfte jüdische Gemeinde das Gebäude an einen Nachbarn. Neuer Nutzer wurde die Neuapostolische Kirchengemeinde.
2002 übernahm der Landkreis Ohrekreis die inzwischen von Leerstand und Verfall bedrohte Synagoge und Kirche in sein Eigentum. Das Kulturdenkmal wurde dem Museum Haldensleben angegliedert. Nach Sanierung wurde das Haus der anderen Nachbarn im Jahr 2007 eröffnet und widmet sich heute thematisch Bevölkerungsgruppen ausländischer Herkunft und fremder Religionen in Haldensleben.
Weitere Informationen siehe Synagoge Haldensleben

## Verbundszugehörigkeiten
Das Haldensleber Museum wurde mit Beschluss des Kreistages des Landkreises Ohrekreis 1999 mit dem Museum in Wolmirstedt zum Museumsverbund Ohrekreis zusammengelegt. Die Einzugsgebiete der Museen wurden von der neuen Organisationsstruktur nicht berührt. So ist das Museum Haldensleben außerdem Bestandteil des Ecomusée Haldensleben-Hundisburg, das eine Mikroregion im Grenzgebiet von Magdeburger Börde und Altmark mit dem historischen Stadtkern von Haldensleben sowie den dörflichen Ortsteilen Althaldensleben und Hundisburg verbindet.